# CoBrA mozgalom
A CoBrA mozgalom európai avantgárd mozgalom 1949-1951 között. Nevét 1948-ban Christian Dotremont fogalmazta meg a tagok szülővárosainak kezdőbetűiből: Copenhagen (Co)- Koppenhága, Brüsszel (Br), Amszterdam (A).

## Története
A Cobra alapítói Karel Appel, Constant, Corneille, Christian Dotremont, Asger Jorn és Joseph Noiret. 
Dotremont ötlete alapján  fogalmazták meg kiáltványukat La Cause Était Entendue (Az ügy elintézve) címmel 1948 november 8-án, a párizsi Café Notre-Dame-ban.
A forma és szín teljes szabadságát tekintették egyesítő elvüknek, és a szürrealizmussal szembeni antipátiát. Művészeik érdeklődési körébe beletartozott a marxizmus és a modernizmus is.
Alkotási folyamatuk a spontaneitáson és a kísérletezésen alapult, és fő inspirációs forrásait a gyermekrajzok, a primitív művészeti formák és Paul Klee és Joan Miró művészete adta. 
A holland Reflex csoport, a dán Host csoport és a belga Forradalmi Szürrealista Csoport olvasztótégelyévé vált. Pár évig működött csak, de számos céljukat sikerült elérni e rövid idő alatt is. A Cobra folyóirat, változó tagok együttműködésével készült Peintures-Mot és két nagyszabású kiállítás. Az első az amszterdami Stedelijk Múzeumban, 1949 novemberében, a második 1951-ben, a Liege-i a Palais des Beaux-Arts-ban. 
A csoport 1949 novemberében aztán hivatalosan Internationale des Artistes Experimentaux-ra változtatta nevét. Tagjai egész Európából és az USA-ból voltak már. Ez a név mégsem maradt meg annyira a köztudatban. A mozgalmat hivatalosan betiltották 1951-ben, de a sok tagi kapcsolat megmaradt. 
Különösen Dotremont folytatott együttműködést a csoport több vezetőjével. 
A csoport érdeklődésének középpontjában elsődlegesen a fél-absztrakt festmények voltak. Erős, ragyogó színskálával, határozott, vad ecsetkezeléssel, emberi torzókkal dolgoztak, melyeket a primitív művészet és a népművészetek ihlettek. Leginkább az amerikai akciófestészettel lehet rokonítani. A Cobra mérföldkő volt a tasizmus és az európai expresszionizmus fejlődésében.

## Cobra tagok
- Karel Appel (1921–2006)
- Corneille (1922–2010)
- Pierre Alechinsky (born 1927)
- Else Alfelt (1910–1974)
- Jean-Michel Atlan (1913–1960)
- Mogens Balle (1921–1988)
- Ejler Bille (1910–2004)
- Pol Bury (1922–2005)
- Jacques Calonne (born 1930)
- Hugo Claus (1929–2008)
- Christian Dotremont (1922–1979)
- Jacques Doucet (1924–1994)
- Lotti van der Gaag (1923–1999)
- William Gear (1915–1997)
- Stephen Gilbert (1910–2007)
- Svavar Guðnason (1909–1988)
- Reinhoud d'Haese (1928–2007)
- Henry Heerup (1907–1993)
- Egill Jacobsen (1910–1998)
- Edouard Jaguer (1924–2006)
- Asger Jorn (1914–1973)
- Aart Kemink (1914–2006)
- Lucebert (1924–1994)
- Ernest Mancoba (1904–2002)
- Sonja Ferlov Mancoba (1911–1984)
- Jørgen Nash (1920–2004)
- Jan Nieuwenhuys (1922–1986)
- Erik Ortvad (1917–2008)
- Pieter Ouborg (1893–1956)
- Carl-Henning Pedersen (1913–2007)
- Raoul Ubac (1910–1985)
- Serge Vandercam (1924–2005)

## további művészi kapcsolatok
- Enrico Baj
- Jerome Bech
- Herbert Gentry
- Robert Jacobsen
- Kaare Lem
- Vali Myers
- John Olsen (artist)
- Shinkichi Tajiri
- Alasdair Taylor
- Maurice Wyckaert (1923–1996)

## Külső hivatkozások
- http://www.cobra-museum.nl/ Cobra Múzeum